# Transfiguração de Cristo (Veronese)
A Transfiguração de Cristo é uma pintura do pintor veneziano Paolo Veronese feita em 1555-1556 e preservada na Catedral de Montagnana.

## Temática
A Transfiguração de Jesus é um episódio do Novo Testamento no qual Jesus é transfigurado (ou metamorfoseado) e se torna radiante no alto de uma montanha. Os Evangelhos sinópticos e uma epístola de São Pedro fazem referência ao evento. Nestes relatos, Jesus e três de seus apóstolos vão para uma montanha (conhecida como Monte da Transfiguração. Lá, Jesus começa a brilhar e os profetas Moisés e Elias aparecem ao seu lado, conversando com ele. Jesus é então chamado de Filho por uma voz no céu – presumivelmente Deus Pai – como já ocorrera antes no seu batismo.

## História
O pintor Paolo Veronese criou a obra por ordem da comissão dos Superintendentes da Catedral de Montagnana para o retábulo-mor. O retábulo tem a assinatura no canto inferior esquerdo.